# Krajačići
Krajačići is een plaats in de gemeente Brodski Stupnik in de Kroatische provincie Brod-Posavina. De plaats telt 133 inwoners (2001).